# Шталаг III-A
«Шталаг III-A» (нім. Stalag III A) — шталаг, німецький табір для військовополонених Другої світової війни. Розташовувався в місті Люкенвальде, земля Бранденбург, за 52 кілометри на південь від Берліна. Існував з 1939 по 1945 рік. За весь час через табір пройшло понад 200 000 в'язнів — переважно французів, поляків та радянських військовополонених.

## Історія

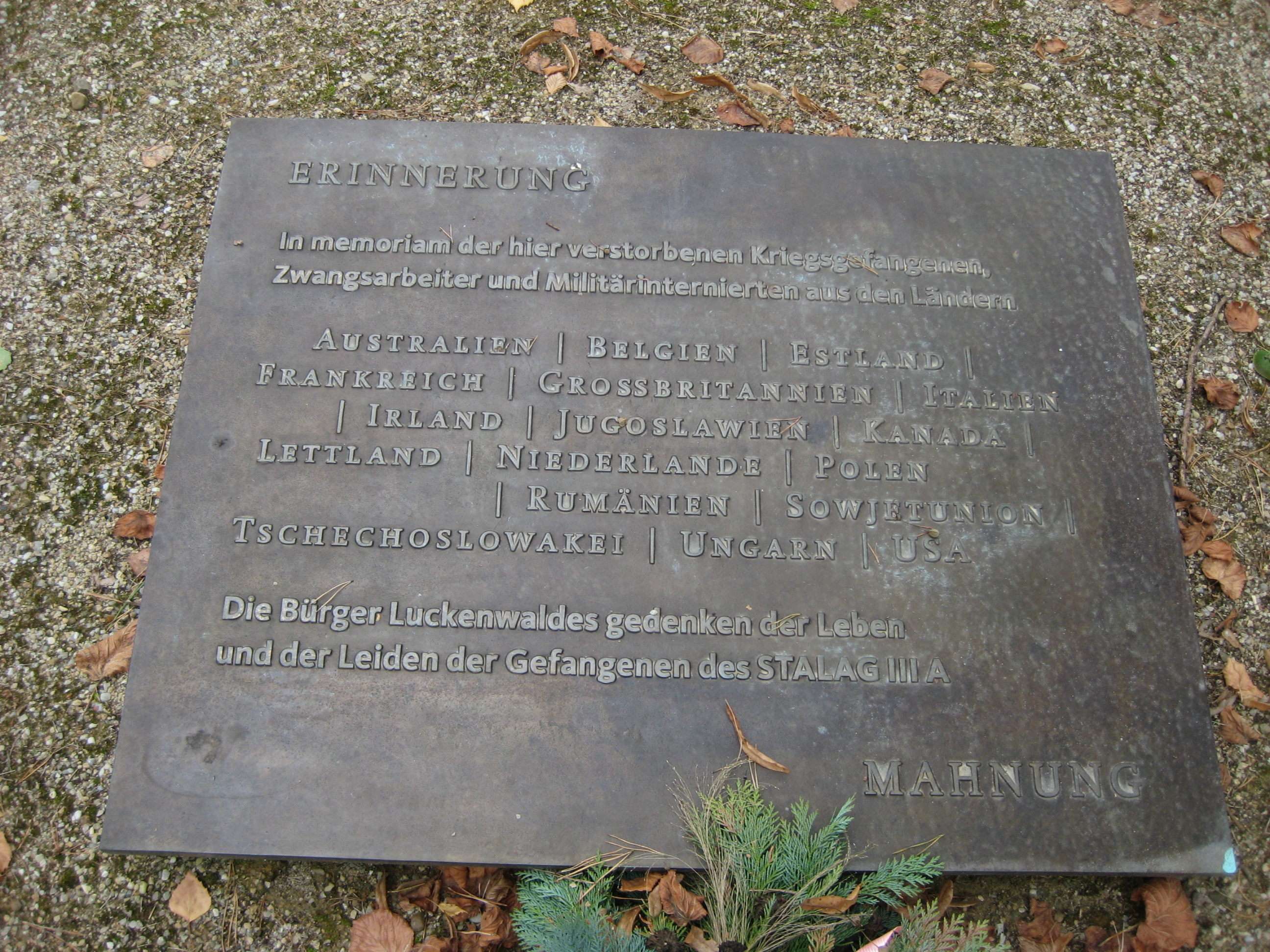
Меморіальна дошка на цвинтарі табору: "от горожан Луккенвальде в память о жизни и страданиях заключенных Шталаг III-A "

Планування табору розпочалося ще до вторгнення до Польщі. Табір був розрахований на 10 000 осіб і був найбільшим у 3-му (Берлінському) військовому окрузі. Перші військовополонені жили у великих наметах розміром 12 на 35 метрів, потім були побудовані бараки.
Одночасно у таборі утримувалося близько 40 000 осіб. У місті знаходився центральний табір, в якому розміщувалися тільки від 4000 до 8000 військовополонених. Решту було розподілено по маленьких зовнішніх таборах, розкиданих по всій землі Бранденбург, і по більш ніж 1000 робочих команд. Ув'язнених використовували на роботах у сільському та лісовому господарстві або промисловості в Берліні та Бранденбурзі. Так, наприклад, на 14 листопада 1941 року у самому таборі було 4185 ув'язнених, а 35472 були на роботах за межами табору. На травень 1944 року за табором нараховувалося 48 600 військовополонених.
Табір охороняли один-два батальйони національних стрільців (LSB), що складалися переважно з літніх відставних німецьких військових. У таборі були LSB 303, 305, 307, 316, 326, 333 та 334. Однак, спостереження за робітничими командами, які могли бути далеко від табору, здійснювалося також цивільними особами, призначеними допоміжними охоронцями, а на промислових підприємствах охоронці були з-поміж співробітників підприємств.
22 квітня 1945 року ув'язнені були звільнені Червоною Армією.
Під час наближення Червоної Армії до табору німці розділили в'язнів на три частини — одних завантажили в ешелони для відправлення до Берліна, інших погнали пішки через замерзлий Одер, а третю групу в 3000 хворих та поранених залишили в таборі, де їх повинні були знищити солдати СС. Проте, ув'язнений хірург табору Г.Ф.Синяков (табірний номер 97625) через перекладача переконав солдатів не знищувати полонених.
Після війни табір опинився на території НДР, у 1945—1990 роках казарми табору використовувалися для розміщення ГСВ у Німеччині. Після їх виведення значна частина території була перетворена на біотехнологічний парк Люкенвальде. Останні казарми комендантської зони були знесені восени 2010 року. Цвинтар табору зберігся і його можна відвідати. У краєзнавчому музеї Люкенвальде знаходиться меморіальна кімната та архів, присвячені табору.

### В'язні
Першими у вересні 1939 року до табору було доставлено польських військовополонених.
У 1940 році було доставлено 43000 французів, включаючи 4000 африканців із французьких колоніальних військ. Французи залишалися найбільшою групою ув'язнених табору остаточно війни.
Югославські військовополонені прибули до табору навесні 1941 року, а радянські військовополонені — з літа 1941 року.
Наприкінці 1943 року прибуло близько 15000 італійських військовополонених, але більшість із них були швидко розсіяні по інших таборах.
Наприкінці 1944 року прибула невелика кількість американських, британських та польських полонених.

### Поводження з ув'язненими
Шталаг III-A загалом керувався відповідно до положень Женевських конвенцій про військовополонених та Гаазької конвенції про закони та звичаї сухопутної війни, що означало, що кожен військовополонений мав право на листування зі своїми родичами та допомогу від благодійних організацій. За цим стежив Міжнародний комітет Червоного Хреста (МКЧХ). З радянськими військовополоненими, з іншого боку, поводилися не відповідно до цих конвенцій, оскільки Радянський Союз їх не підписав, а Німеччина відмовилася їх виконувати. Радянські військовополонені також перебували в значно гіршому становищі, ніж полонені західних союзників, коли мова йшла про медичне обслуговування та харчування.

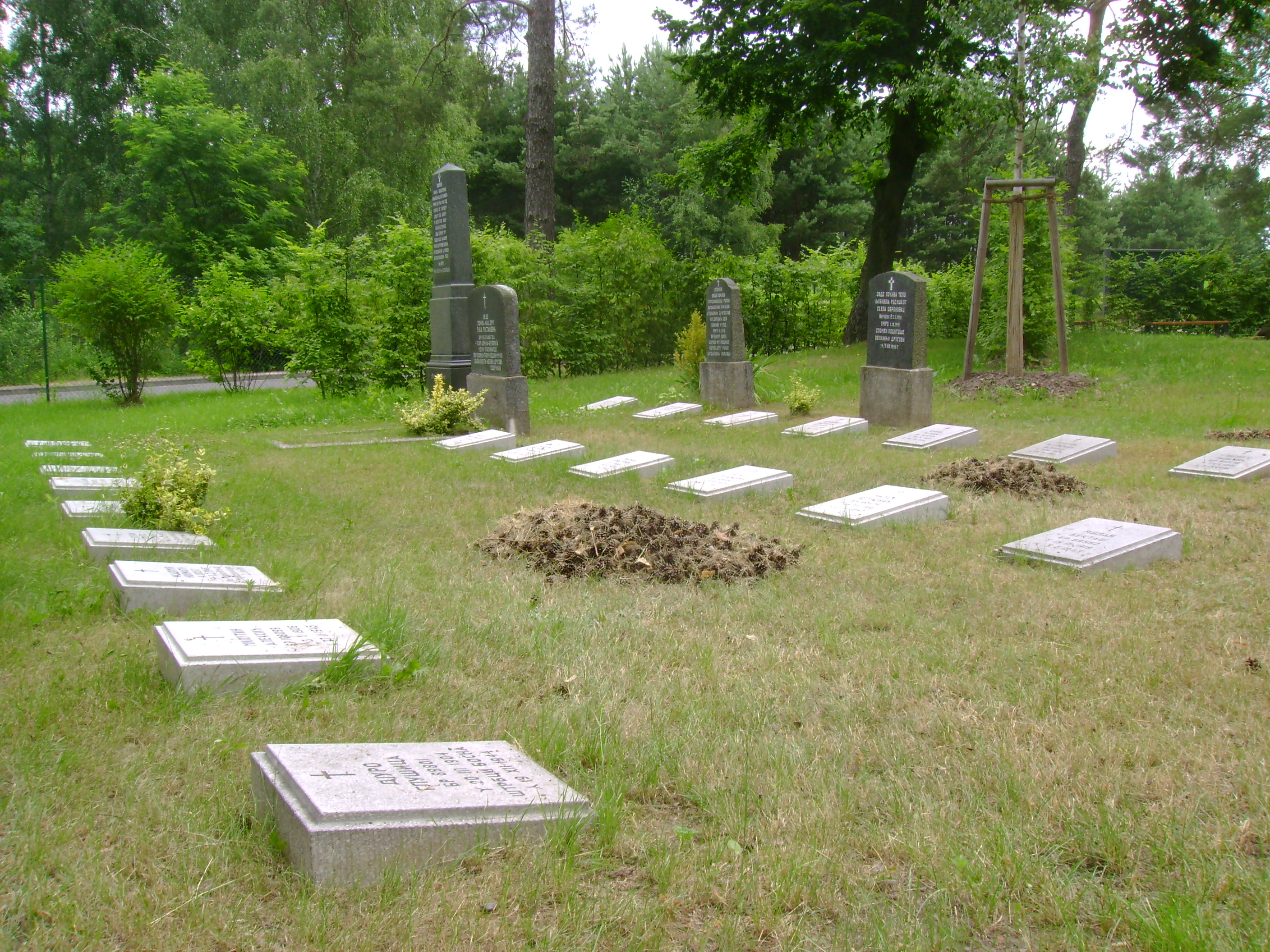
Могили радянських в'язнів у Шталагу III-A

Різними були умови нагляду та конвою — співвідношення охоронець/в'язень: для французів — 1:50, для югославів — 1:20, а для радянських військовополонених — 1:5.
Щодо поляків німці порушили Женевські конвенції, змусивши їх відмовитися від статусу військовополонених і стати цивільними примусовими робітниками. Німці намагалися досягти цього шляхом депортації поляків до більш суворих таборів примусової праці або погрожуючи їм депортацією до нацистських концентраційних таборів. Польський в'язень Юзеф Дзюравец згадував про погані умови утримання, в тому числі про широко розповсюджений голод, а також про хвороби, зокрема тиф, дизентерію та педикульоз.
Італійський в'язень Мікеле Зотта пізніше розповідав, що перші кілька днів свого ув'язнення він спав на землі в маленькому наметі. Щодо пайка, то в перший день він отримав один кілограм житнього хліба, яким поділився з п'ятнадцятьма в'язнями, трохи масла і желе. Відтоді щоденно німці видавали відро картоплі на двадцять п'ять в'язнів. Зотта також зазначає, що коли в'язні падали, німці били їх.

### Смертність
З вищевказаних причин основну кількість загиблих у таборі складали саме радянські військовополонені — якщо загалом кількість загиблих у таборі оцінюють у 4000-5000 осіб, то тільки взимку 1941-42 року від висипного тифу загинули до 2500 радянських військовополонених.
Відмінності в становищі не закінчувалися і після смерті — якщо решту ув'язнених зазвичай ховали на таборовому кладовищі в окремих могилах, то радянських — анонімно в братських могилах. У радянській частині цвинтаря табору знаходиться 71 братська могила.

## Відомі військовополонені
- Міхал Антоневич — польський олімпійський медаліст з верхового спорту[7]
- Стефан Мечислав Гжибовський[en] — професор і ректор Ягеллонського університету[8]
- Філ Ламасон[en] — пілот Королівських ВПС Нової Зеландії
- Юзеф Варшавський[pl] — польський священник, філософ і учасник польського руху опору

## Цікаві факти
- У 1941 році близько 300 полонених африканців із французьких колоніальних військ були задіяні на зйомках німецького художнього фільму «Германін», в якому вони грали роль представників «чорного» населення Африки, яких рятують німецькі лікарі за допомогою чудо-вакцини компанії «Bayer», але їм заважає англійська колоніальна влада.
- У таборі утримувалися чоловіки, але на загальному меморіалі цвинтаря табору є і жіночі імена — переважно російські: Шевчук Олена, Семенова Людмила, Миронович Любов та інші.
- Хірург табору Г. Ф. Синяков[ru] (табірний номер 97625) — лікар 171-ї стрілецької дивізії, який у жовтні 1941 року потрапив у полон, навчив хворих прикидатися померлими, констатував смерть, а вивезений «труп» у могилі «воскресав». Перемогу зустрів у Берліні, розписався на Рейхстагу.